# 이정호 (배우)
이정호(1978년 10월 25일 ~ )는 대한민국의 배우이다. 1992년 영화 《우리들의 일그러진 영웅》으로 데뷔했다.

## 드라마
- 1993년 《사춘기》
- 1996년 《형제의 강》
- 1996년 《청소년 드라마 나》 - 이기영 역
- 1998년 《신세대 보고 어른들은 몰라요》
- 1998년 《순풍산부인과》
- 1999년 《학교 2》
- 2002년 《막상막하》
- 2004년 《불멸의 이순신》
- 2005년 《제5공화국》
- 2006년 《소문난 칠공주》
- 2006년 《아줌마가 간다》
- 2007년 《도시괴담 데자뷰 2》
- 2007년 《드라마시티 - 무궁족구외전》
- 2008년 《너는 내 운명》
- 2009년 《전설의 고향》
- 2010년 《웃어라 동해야》
- 2012년 《KBS 드라마 스페셜 - 아빠가 간다》
- 2013년 《지성이면 감천》
- 2015년 《프로듀사》
- 2015년 《별난 며느리》 - 한 피디 역
- 2015년 《우리집 꿀단지》 - 양진수 역
- 2019년 《왼손잡이 아내》 - 서 과장 역

## 영화
- 1992년 《우리들의 일그러진 영웅》
- 1999년 《주유소 습격 사건》
- 2006년 《무도리》, 《연애, 그 참을 수 없는 가벼움》
- 2010년 《꿈은 이루어진다》